# Tetramorium metactum
Tetramorium metactum är en myrart som beskrevs av Bolton 1980. Tetramorium metactum ingår i släktet Tetramorium och familjen myror. Inga underarter finns listade i Catalogue of Life.